# OneRepublic
OneRepublic is een Amerikaanse poprockband uit Colorado. De band is opgericht in 2002 door Ryan Tedder en Zach Filkins.

## Biografie
In 2001 won zanger Ryan Tedder een platencontract na het winnen van een wedstrijd voor zangers en componisten. Vanaf die periode ging het snel. Producer Timbaland belde Tedder op om te vragen of hij met hem wilde samenwerken. Tedder gaf alles op en bekwaamde zich onder de hoede van Timbaland in het produceren. In 2002 keerde de zanger terug naar Colorado Springs om zijn jeugdvriend Zach Filkins op te zoeken. Het eerstvolgende jaar stond in het teken van overleven. De twee wilden een band opzetten maar dat was veel lastiger dan gedacht. Toen het eindelijk gelukt was, kregen ze een aantal platencontracten aangeboden, maar zonder succes. Echter, op Myspace kreeg de band veel hits. De nummers van de band vielen in de smaak van velen. Hierdoor kwamen opnieuw de labels naar hen toe. De band tekende bij Mosley Music Group, het platenlabel van Timbaland.

## Dreaming Out Loud
Bij Mosley Music Group kwam in 2007 hun debuutalbum Dreaming Out Loud, geproduceerd door Greg Wells, uit. In 2007 bracht de band hun eerste single uit, Apologize, maar het succes bleef uit. In datzelfde jaar bracht Timbaland Shock Value uit, een album waarop een remix van het nummer stond. Het werd als tweede internationale single uitgebracht en Apologize werd wereldwijd een hit, met in Nederland, de Verenigde Staten, Europa en in de Wereldlijst de nummer 1-positie.
Ook de tweede single van het album, Stop and Stare behaalde succes in de Verenigde Staten, in Nederland haalde het nummer ook de Top 40. De derde en vierde single waren Say (All I Need) en Mercy. Dreaming Out Loud bereikte de gouden status in de Verenigde Staten. In 2008 was de band 15 maanden aan het toeren.

## Waking Up
Begin 2009 ontstonden er ideeën over een tweede album. Het tweede album van de band, Waking Up, werd uitgebracht op 17 november 2009. De eerste single van het album was All the Right Moves; deze haalde in enkele landen de top 10. De tweede single was Secrets en de derde Marchin On. Beide konden het succes van All the Right Moves niet evenaren. De vierde single, Good Life, met op de singleversie een samenwerking met rapper B.o.B, kwam in juni 2011 uit. Critici waren verdeeld over beide albums.

## Native
Op 19 september 2012 kondigde de band aan dat hun derde studioalbum Native zou gaan heten. Op 8 januari 2013 presenteerde de band de single If I Lose Myself wereldwijd als eerste single. Ze lieten tegelijkertijd ook weten dat hun nieuwe album op 26 maart 2013 uit zou komen.
Op 18 februari werden er samples geüpload op YouTube door OneRepublic en was hierbij ook de tracklist bekend.

## Bandleden
- Ryan Tedder - Zanger, toetsenist, gitarist
- Zach Filkins - Gitarist, achtergrondzang
- Drew Brown - Gitarist
- Brent Kutzle - Bassist, cellist, achtergrondzanger, toetsenist
- Eddie Fisher - Drummer, percussionist
- Brian Willett - Pianist, synthesizer-artiest

## Voormalige bandleden
- Tim Myers - Bassist

## Discografie

### Albums
| Album met eventuele hitnotering(en) in de Nederlandse Album Top 100 | Datum van verschijnen | Datum van binnenkomst | Hoogste positie | Aantal weken | Opmerkingen |
| ------------------------------------------------------------------- | --------------------- | --------------------- | --------------- | ------------ | ----------- |
| Dreaming out Loud                                                   | 20-11-2007            | 15-03-2008            | 71              | 5            |             |
| Waking Up                                                           | 13-11-2009            | 14-08-2010            | 88              | 2            |             |
| Native                                                              | 22-03-2013            | 30-03-2013            | 24              | 21           |             |
| Oh My My                                                            | 07-10-2016            | 15-10-2016            | 14              | 3            |             |
| Human                                                               | 27-08-2021            | 04-09-2021            | 20              | 3            |             |

| Album met hitnotering(en) in de Vlaamse Ultratop 200 albums | Datum van verschijnen | Datum van binnenkomst | Hoogste positie | Aantal weken | Opmerkingen |
| ----------------------------------------------------------- | --------------------- | --------------------- | --------------- | ------------ | ----------- |
| Waking Up                                                   | 13-11-2009            | 13-02-2010            | 87              | 1            |             |
| Native                                                      | 22-03-2013            | 06-04-2013            | 39              | 42           |             |
| Oh My My                                                    | 07-10-2016            | 15-10-2016            | 25              | 7            |             |
| Human                                                       | 27-08-2021            | 04-09-2021            | 14              | 2            |             |
| Artificial Paradise                                         | 12-07-2024            | 20-07-2024            | 80              | 1            |             |

### Singles
| Single met eventuele hitnotering(en) in de Nederlandse Top 40 | Datum van verschijnen | Datum van binnenkomst | Hoogste positie | Aantal weken | Opmerkingen                                                     |
| ------------------------------------------------------------- | --------------------- | --------------------- | --------------- | ------------ | --------------------------------------------------------------- |
| Apologize                                                     | 06-11-2007            | 24-11-2007            | 1(4wk)          | 21           | met Timbaland / Nr. 2 in de Single Top 100 / Alarmschijf        |
| Stop and Stare                                                | 29-03-2007            | 15-03-2008            | 18              | 7            | Nr. 46 in de Single Top 100 / Alarmschijf                       |
| Say (All I Need)                                              | 30-06-2008            | 05-07-2008            | 32              | 3            |                                                                 |
| Mercy                                                         | 2008                  | 16-08-2008            | tip14           | -            |                                                                 |
| All the Right Moves                                           | 11-01-2010            | 20-02-2010            | 14              | 14           | Nr. 42 in de Single Top 100                                     |
| Secrets                                                       | 03-06-2010            | 17-07-2010            | 15              | 10           | Nr. 57 in de Single Top 100 / Alarmschijf                       |
| Good Life                                                     | 01-08-2011            | 27-08-2011            | 25              | 7            | met B.o.B / Nr. 58 in de Single Top 100                         |
| Feel Again                                                    | 27-08-2012            | 08-09-2012            | tip19           | -            |                                                                 |
| If I Lose Myself (Alesso remix)                               | 02-04-2013            | 04-05-2013            | tip18           | -            | met Alesso / Nr. 89 in de Single Top 100                        |
| Counting Stars                                                | 14-06-2013            | 14-12-2013            | 3               | 26           | Nr. 7 in de Single Top 100                                      |
| Love Runs Out                                                 | 2014                  | 24-05-2014            | 29              | 5            | Nr. 56 in de Single Top 100 / Alarmschijf                       |
| I Lived                                                       | 2014                  | 18-10-2014            | tip7            | -            |                                                                 |
| Wherever I Go                                                 | 2016                  | 23-07-2016            | 28              | 7            | Nr. 38 in de Single Top 100                                     |
| Kids                                                          | 2016                  | 15-10-2016            | tip17           | -            |                                                                 |
| No Vacancy                                                    | 2017                  | -                     |                 |              | Nr. 82 in de Single Top 100                                     |
| Rich Love                                                     | 2017                  | -                     |                 |              | met SeeB / Nr. 89 in de Single Top 100                          |
| Rescue Me                                                     | 2019                  | 27-07-2019            | 33              | 3            | Nr. 71 in de Single Top 100                                     |
| Lose Somebody                                                 | 2020                  | 30-05-2020            | 20              | 14           | met Kygo / Nr. 30 in de Single Top 100                          |
| Run                                                           | 2021                  | 05-06-2021            | 4               | 22           | Nr. 20 in de Single Top 100                                     |
| Sunshine                                                      | 2021                  | 27-11-2021            | 10              | 21           | Nr. 29 in de Single Top 100                                     |
| I Ain't Worried                                               | 13-05-2022            | 11-06-2022            | 5               | 28           | Nr. 10 in de Single Top 100 / soundtrack Top Gun: Maverick      |
| Runaway                                                       | 26-05-2023            | 17-06-2023            | 6               | 22           |                                                                 |
| Dear Santa                                                    | 20-10-2023            | 16-12-2023            | 17              | 4            | Nr. 78 in de Single Top 100                                     |
| I Don't Wanna Wait                                            | 05-04-2024            | 13-04-2024            | 6               | 23           | met David Guetta / Nr. 12 in de Single Top 100                  |
| Fire                                                          | 10-05-2024            | 11-05-2024            | 16              | 12           | met Meduza en Leony / Alarmschijf / Nr. 68 in de Single Top 100 |
| Chasing Paradise                                              | 24-01-2025            | 15-02-2025            | 25              | 14           | met Kygo / Nr. 96 in de Single Top 100 / Alarmschijf            |

| Single met hitnotering(en) in de Vlaamse Ultratop 50 | Datum van verschijnen | Datum van binnenkomst | Hoogste positie | Aantal weken | Opmerkingen                  |
| ---------------------------------------------------- | --------------------- | --------------------- | --------------- | ------------ | ---------------------------- |
| Apologize                                            | 16-11-2007            | 24-11-2007            | 2               | 23           | met Timbaland / Goud         |
| Stop and Stare                                       | 04-03-2008            | 12-04-2008            | 29              | 10           |                              |
| All the Right Moves                                  | 2009                  | 20-03-2010            | 8               | 10           |                              |
| Marchin' On                                          | 2010                  | 24-07-2010            | tip14           | -            |                              |
| Secrets                                              | 2010                  | 09-10-2010            | tip15           | -            |                              |
| Good Life (remix)                                    | 2011                  | 03-09-2011            | tip10           | -            | met B.o.B                    |
| Feel Again                                           | 2012                  | 08-09-2012            | tip17           | -            |                              |
| If I Lose Myself                                     | 2013                  | 10-08-2013            | 46              | 1            |                              |
| Counting Stars                                       | 2013                  | 23-11-2013            | 22              | 22           | Nr. 6 in de Radio 2 Top 30   |
| Love Runs Out                                        | 2014                  | 26-07-2014            | 33              | 7            |                              |
| I Lived                                              | 2014                  | 29-11-2014            | tip20           | -            |                              |
| Wherever I Go                                        | 2016                  | 04-06-2016            | tip16           | -            |                              |
| Kids                                                 | 2016                  | 17-09-2016            | tip             | -            |                              |
| No Vacancy                                           | 2017                  | 27-05-2017            | tip20           | -            |                              |
| Rich Love                                            | 2017                  | 29-07-2017            | tip10           | -            | met SeeB                     |
| Stranger Things                                      | 2018                  | 03-02-2018            | tip             | -            | met Kygo                     |
| Start Again                                          | 2018                  | 02-06-2018            | tip10           | -            | met Logic                    |
| Bones                                                | 2019                  | 16-02-2019            | tip1            | -            | met Galantis                 |
| Rescue Me                                            | 2019                  | 03-08-2019            | 27              | 5            |                              |
| Didn't I                                             | 2020                  | 25-04-2020            | tip19           | -            |                              |
| Lose Somebody                                        | 2020                  | 27-06-2020            | 33              | 14           | met Kygo                     |
| Run                                                  | 2021                  | 12-06-2021            | 7               | 33           |                              |
| Sunshine                                             | 2021                  | 19-02-2022            | 25              | 20           |                              |
| I Ain't Worried                                      | 13-05-2022            | 16-07-2022            | 3               | 29           | soundtrack Top Gun: Maverick |
| Runaway                                              | 26-05-2023            | 17-06-2023            | 9               | 35           |                              |
| Dear Santa                                           | 20-10-2023            | 23-12-2023            | 19              | 2            |                              |
| I Don't Wanna Wait                                   | 05-04-2024            | 13-04-2024            | 10              | 30           | met David Guetta             |
| Nobody                                               | 12-04-2024            | 11-05-2024            | 36              | 1            |                              |
| Fire                                                 | 10-05-2024            | 22-06-2024            | 45              | 1            |                              |
| Chasing Paradise                                     | 24-01-2025            | 15-02-2025            | 23              | 18           | met Kygo                     |

### NPO Radio 2 Top 2000
| Nummers met noteringen in de NPO Radio 2 Top 2000 | '12  | '13  | '14  | '15  | '16  | '17  | '18  | '19  | '20  | '21  | '22  | '23  | '24  |
| ------------------------------------------------- | ---- | ---- | ---- | ---- | ---- | ---- | ---- | ---- | ---- | ---- | ---- | ---- | ---- |
| Apologize (met Timbaland)                         | 1696 | 1394 | -    | -    | -    | -    | -    | -    | -    | -    | -    | -    | -    |
| Counting Stars                                    | ×    | -    | 747  | 730  | 1299 | 1541 | 1665 | 1692 | 1737 | 1718 | 1424 | 1496 | 1581 |
| Secrets                                           | -    | -    | 1803 | 1176 | -    | -    | -    | -    | -    | -    | -    | -    | -    |

1. ↑  Een '-' betekent dat het nummer niet was genoteerd, een '×' betekent dat het nummer nog niet was uitgebracht en een vetgedrukt getal geeft de hoogste notering van een nummer aan.
2. ↑  2012 was het eerste jaar met een notering voor OneRepublic.